# راشد محمد
راشد محمد عمر (مواليد 6 ديسمبر 1995) لاعب كرة قدم إماراتي يجيد اللعب في الظهير مع نادي النصر في دوري الخليج العربي الإماراتي .

## روابط خارجية
- راشد محمد على موقع Soccerway.com (الإنجليزية)